# Corea del Norte en los Juegos Olímpicos de Moscú 1980
Corea del Norte estuvo representada en los Juegos Olímpicos de Moscú 1980 por un total de 47 deportistas, 39 hombres y 8 mujeres, que compitieron en 8 deportes.

## Medallistas
El equipo olímpico norcoreano obtuvo las siguientes medallas:
| Nombre       | Deporte      | Competición |
| ------------ | ------------ | ----------- |
| Oro          |              |             |
| —            |              |             |
| Plata        |              |             |
| Ho Bong-Chol | Halterofilia | 52 kg M     |
| Jang Se-Hong | Lucha libre  | 48 kg M     |
| Li Ho-Pyong  | Lucha libre  | 57 kg M     |
| Bronce       |              |             |
| Li Byong-Uk  | Boxeo        | –48 kg M    |
| Han Gyong-Si | Halterofilia | 52 kg M     |